# Миазм
Миа́зм или миа́зма (от др.-греч. μίασμα «загрязнение, скверна») — устаревший медицинский термин, которым вплоть до конца XIX века обозначались обитающие в окружающей среде «заразительные начала», о природе которых ничего не было известно. Многие считали непременным признаком миазма наличие запаха, однако известные толкователи (Н. М. Яновский, В. И. Даль и другие) даже до микробиологической революции на этом признаке не настаивали. 
Независимо от термина «миазм» уже в средневековой медицинской литературе фигурировал термин «контагий», которым обозначали некий гипотетический «зародыш» болезни. Этот термин был близок к современному понятию «инфект», но подразумевал болезнь как некую отдельную живую сущность (по аналогии с семенем и растением). Широкого распространения он не получил.
В настоящее время слово «миазм» (чаще во множественном числе) используется для образного описания резкого неприятного запаха, зловония.

### Миазматическая теория
До открытия болезнетворных микроорганизмов большинство врачей полагало, что причинами заразных болезней могут быть продукты гниения, содержащиеся в почве, воде (особенно болотной), отходах жизнедеятельности и тому подобных субстанциях. Считалось, что миазмы, испаряясь из очагов своего образования, проникают в воздух и таким образом попадают в организм человека, вызывая в нём болезнь. К так называемым миазматическим болезням относили брюшной тиф, холеру, малярию. Начиная с XIX века предпринимались попытки уточнить это понятие (появились, например, «живые» и «неживые» миазмы; признавалось, что распространителем миазмов может быть больной человек), но с открытием микроорганизмов стало ясно, что этот термин безнадёжно устарел.
Теория миазмов стала одним из обоснований строительства канализационных систем и ликвидации дурно пахнущих выгребных ям, которые считались источником миазмов, в Великобритании и Франции в середине XIX века. Сопутствующее уменьшение заболеваемости на какое-то время привело к укреплению этой теории.